# Elacatis fasciatus
Elacatis fasciatus là một loài bọ cánh cứng trong họ Salpingidae. Loài này được Bland miêu tả khoa học năm 1864.